# Myopterus
Myopterus (E.Geoffroy, 1818) è un genere di pipistrelli della famiglia dei Molossidi.

## Descrizione

### Dimensioni
Al genere Myopterus appartengono pipistrelli di piccole dimensioni, con lunghezza della testa e del corpo tra 56 e 66 mm, la lunghezza dell'avambraccio tra 33 e 56 mm e la lunghezza della coda tra 25 e 33 mm.

### Caratteristiche craniche e dentarie
Il cranio è sottile e rotondo, con una cresta sagittale poco sviluppata. Gli incisivi superiori e inferiori sono in contatto tra loro e con i canini. Il premolare superiore è grande.
Sono caratterizzati dalla seguente formula dentaria:

### Aspetto
Le parti superiori sono solitamente marroni scure, mentre quelle ventrali cariano dal giallo-rossastro chiaro al bianco. Le orecchie sono relativamente corte, arrotondate e ampiamente separate. Il trago è relativamente grande, con l'estremità arrotondata e visibile dietro l'antitrago. Il labbro superiore si estende oltre il labbro inferiore ed è privo di pliche ma ricoperto di sottili peli. Le narici si aprono lateralmente. Le membrane sono semi-trasparenti o biancastre. La coda è molto lunga e si estende oltre l'uropatagio.

## Distribuzione
Il genere è diffuso nell'Africa centrale e occidentale.

## Tassonomia
Il genere comprende 2 specie.
- Myopterus daubentonii
- Myopterus whitleyi